# تورگنیف ۳۳۲۳

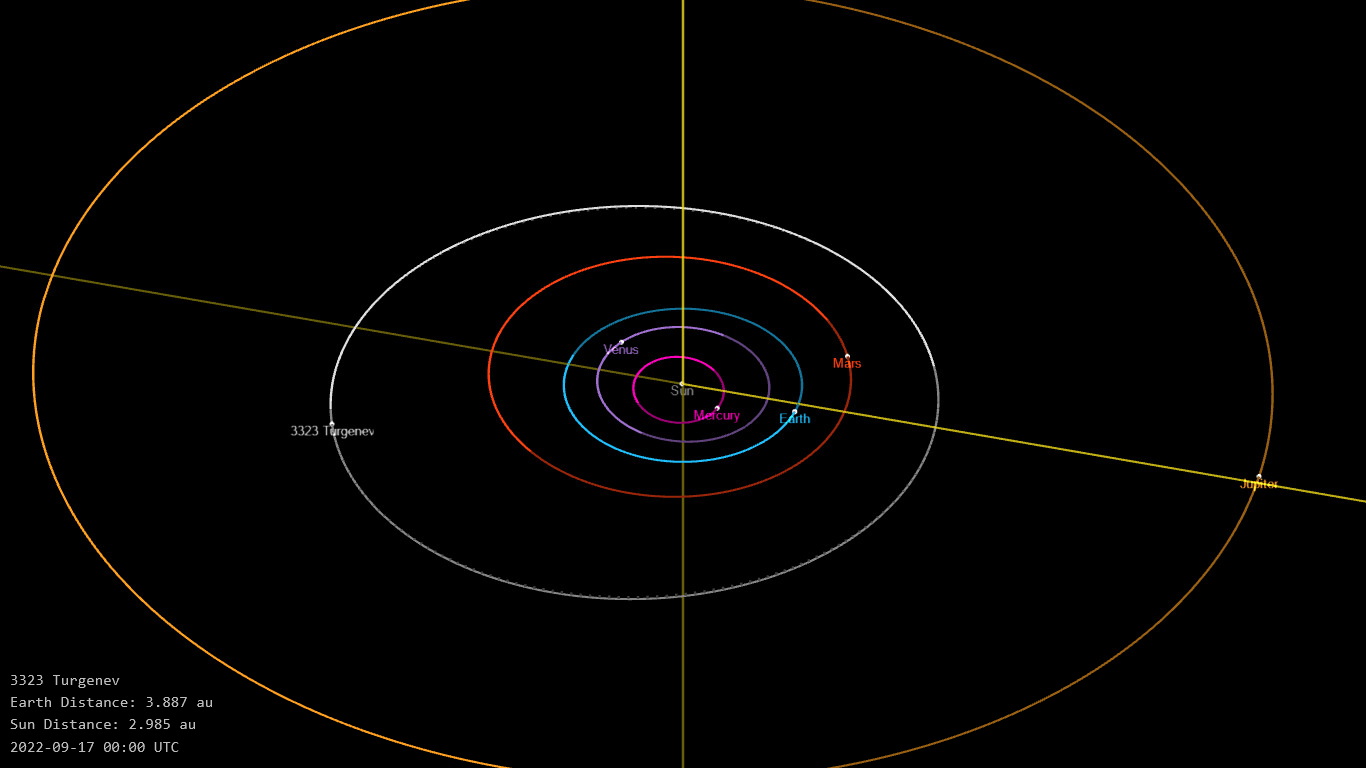
نمایی از محل سیارک (تورگنیف) ۳۳۲۳ در مدار - ۲۰۲۲

سیارک ۳۳۲۳ (به انگلیسی: 3323 Turgenev، نامگذاری:1979SY9) سه هزار و سیصد و بیست و سومین سیارک کشف شده‌است که در ۲۲ سپتامبر ۱۹۷۹ کشف شد.
قدر مطلق سیارک برابر ۱۳٫۵۰ است.